# Konstantin zu Löwenstein-Wertheim-Rosenberg (General)

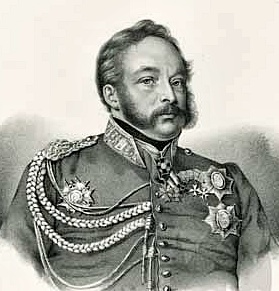
General Konstantin zu Löwenstein-Wertheim-Rosenberg

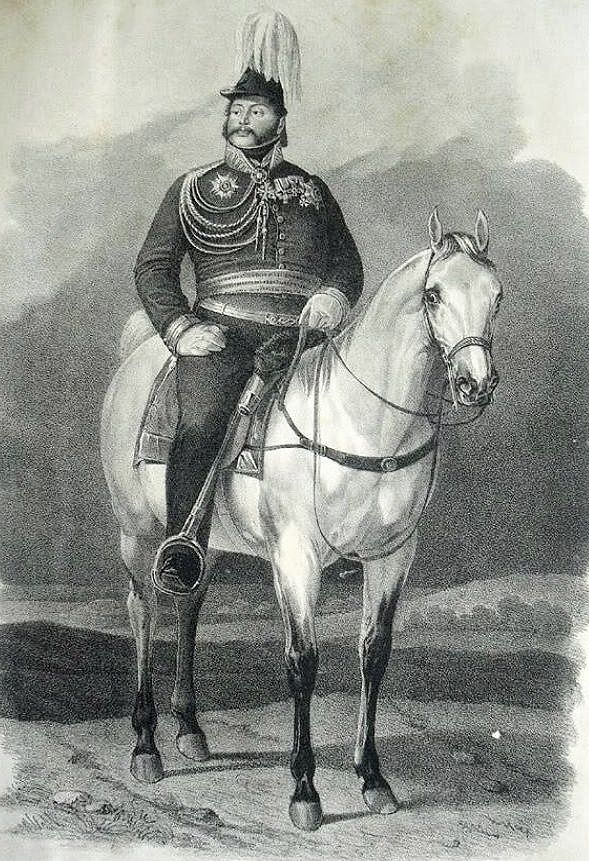
General Konstantin zu Löwenstein-Wertheim-Rosenberg, Ganzporträt zu Pferd von Dietrich Monten

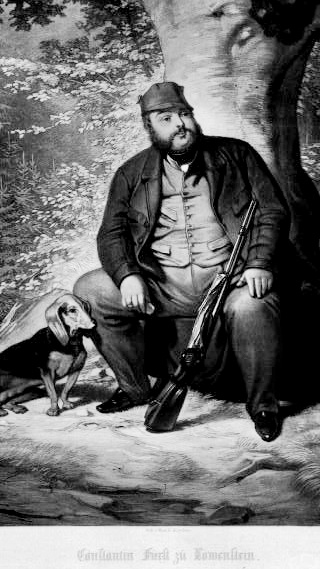
Konstantin zu Löwenstein-Wertheim-Rosenberg als Jäger, Gemälde von Philipp Foltz

Konstantin zu Löwenstein-Wertheim-Rosenberg, voller Vorname Konstantin Ludwig Karl Franz (* 26. März 1786 in Wertheim; † 9. Mai 1844 in München) war ein deutscher Fürst und bayerischer General.

## Herkunft
Er entstammte dem Hochadelsgeschlecht Löwenstein-Wertheim, einer Seitenlinie des Hauses Wittelsbach. Seine Eltern waren Fürst Dominik Konstantin zu Löwenstein-Wertheim-Rochefort (1762–1814) und Maria Leopoldine Prinzessin geb. zu Hohenlohe-Waldenburg-Bartenstein (1761–1807), Tochter des Fürsten Ludwig Leopold zu Hohenlohe-Waldenburg-Bartenstein. Der ältere Bruder Karl Thomas zu Löwenstein-Wertheim-Rosenberg (1783–1849) wurde nach dem Tod des Vaters Familienoberhaupt und Standesherr.

## Leben
Konstantin zu Löwenstein-Wertheim-Rosenberg trat in die österreichische Armee ein und machte ab 1800 den Zweiten Koalitionskrieg mit. 1802 wechselte er in die Bayerische Armee über, in welcher er bis zum Lebensende blieb, abgesehen von einem kurzen Einsatz auf österreichischer Seite im Dritten Koalitionskrieg (1805).
Am 21. April 1809 im Gefecht bei Landshut und am 24. April bei Neumarkt zeichnete sich Fürst Konstantin im Kampf der Bayern gegen Österreich derartig aus, dass ihm die französischen Verbündeten das Kreuz der Ehrenlegion verliehen. Im Gefecht bei Wörgl (12. Mai 1809) schlug er die Österreicher unter General Johann Gabriel von Chasteler in die Flucht und eroberte die feindlichen Geschütze. In den Kämpfen bei Schwaz erhielt er am 14. Mai 1809 eine schwere Kopfverwundung. Der kommandierende General von Wrede, als Augenzeuge seiner Tapferkeit, schlug ihn selbst zum Ritterkreuz des bayerischen Militär-Max-Joseph-Ordens vor. Während der Befreiungskriege focht Konstantin zu Löwenstein-Wertheim-Rosenberg in den Schlachten von Hanau, Brienne, La Rothière, Bar-sur-Aube und Arcis-sur-Aube. Als einziger bayerischer Offizier nahm er am 30. März 1814 an der Schlacht bei Paris und am Einzug der Verbündeten in die Stadt teil. Zum Kommandeur des neuen Bayerischen Kürassierregiments Garde du Corps ernannt zog er 1815 mit der Truppe in die Schlacht bei Waterloo und blieb mit ihr bis 1818 beim Besatzungskontingent in Frankreich. Im gleichen Jahr wurde er Generaladjutant des bayerischen Königs, in welcher Stellung er bis zu seinem Tode blieb. Er erreichte den militärischen Rang eines Generalleutnants.
Politisch vertrat General zu Löwenstein eine dezidiert konservativ-katholische Linie und stand in engem Kontakt zu seinem gleichnamigen und gleichgesinnten Neffen, Erbprinz Konstantin zu Löwenstein-Wertheim-Rosenberg (1802–1838). Er war zudem ein passionierter Jäger.
Am 21. Juli 1821 heiratete der Offizier seine Nichte (Tochter seines Bruders Karl Thomas) Leopoldine zu Löwenstein-Wertheim-Rosenberg (1804–1869). Die Ehe blieb ohne Nachkommen.
General Konstantin zu Löwenstein-Wertheim-Rosenberg starb nach langem, schwerem Leiden, 1844 in München. Man bestattete ihn in der Familiengrablege des Klosters Engelberg zu Großheubach. Ihm steckte seit seinen Kriegseinsätzen eine feindliche Kugel im Kopf, die man erst posthum entfernen konnte und welche sich heute im fürstlich löwensteinischen Hausarchiv befindet. Seine Witwe wurde 1847 Redemptoristin in Krems-Stein (heute Justizanstalt Stein), später in Altötting, zuletzt im Kloster Gars.

## Auszeichnungen
Neben den schon erwähnten Ritterkreuzen der Ehrenlegion und des bayerischen Militär-Max-Joseph-Ordens trug der General auch folgende Orden: die Großkreuze des Verdienstordens der Bayerischen Krone, des hannoveranischen Guelphen-Ordens und des russisch-polnischen Weißen-Adler-Ordens, die Großoffiziersdekoration der Französischen Ehrenlegion, die Ritterkreuze des preussischen Pour le Mérite und des österreichischen Leopold-Ordens, sowie das Ritterkreuz II. Klasse des russischen  Ordens der Heiligen Anna.

## Galerie

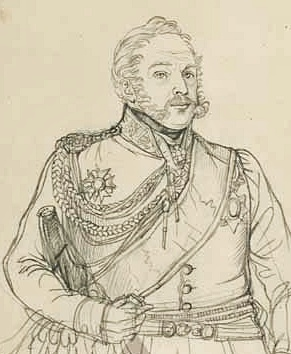
Zeichnung, um 1840
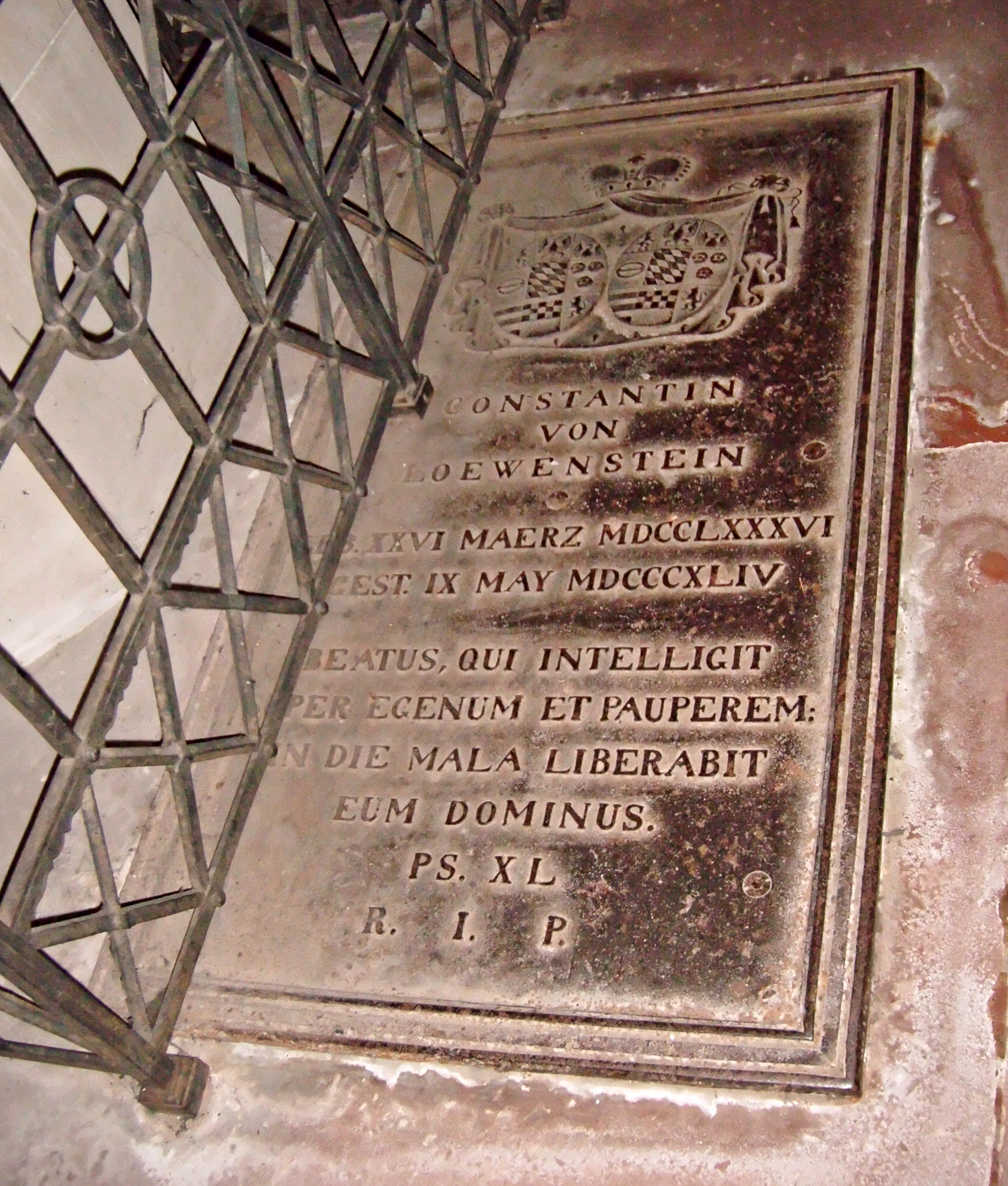
Grab im Franziskanerkloster Engelberg, Großheubach
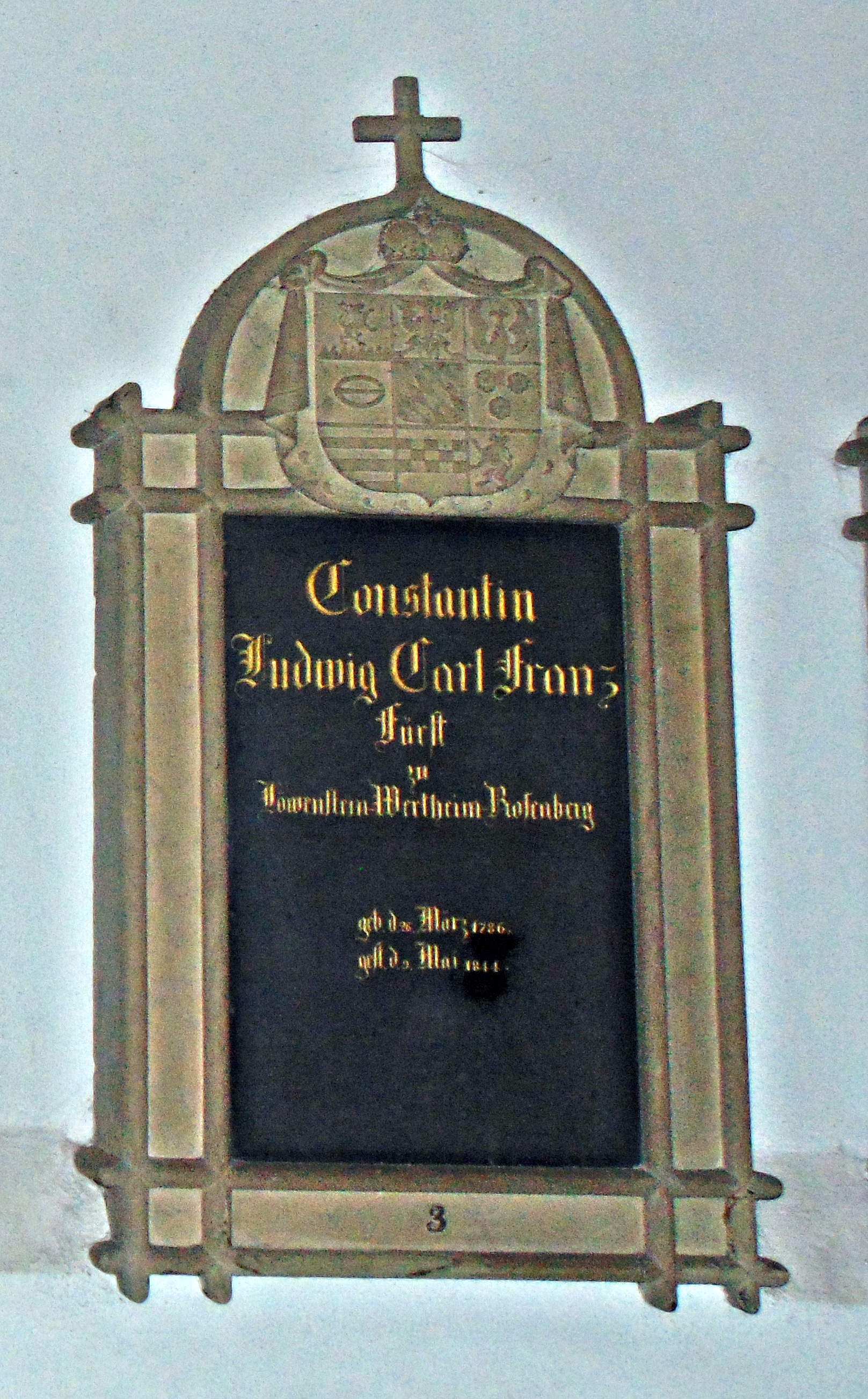
Epitaph im Kloster Engelberg